# کرم‌های شب‌تاب (ترانه اول سیتی)
«کرم‌های شب‌تاب» (به انگلیسی: Fireflies) نخستین تک‌آهنگِ گروه موسیقی سینث‌پاپِ اول سیتی است که در ۱۴ ژوئیه ۲۰۰۹ منتشر شد. موضوع این ترانه دربارهٔ بی‌خوابی، کرم شب‌تاب، و تابستان است. آدام یانگ خواننده اصلی و آهنگساز این ترانه است و مت تیسون نیز به‌عنوان خوانندهٔ میهمان در آن می‌خواند.
«کرم‌های شب‌تاب» برای دو هفتهٔ نامتوالی در جایگاه نخست ۱۰۰ آهنگ داغ بیلبورد جای گرفت و تاکنون بیش از ۷ میلیون نسخه از آن در ایالات متحده آمریکا به فروش رفته است. این تک‌آهنگ همچنین در جدول‌های، ایرلند، استرالیا، دانمارک، سوئد، در رتبه اول و در جدول‌های، ایتالیا، نروژ، آلمان، لهستان، فنلاند، سوئیس، نیوزلند، اتریش، جزو ده ترانه اول قرار گرفت.